# Wenn Wünsche in Erfüllung gehen (1996)
Wenn Wünsche in Erfüllung gehen (Wish Upon a Star) ist eine US-amerikanische Fantasykomödie aus dem Jahr 1996. Regie führte Blair Treu, das Drehbuch schrieb Jessica Barondes.

## Handlung
Hayley Wheaton hat bessere Noten in der Schule als ihre ältere Schwester Alexia, die sich wiederum stilvoller kleidet, beliebter ist und einen festen Freund hat. Die Schwestern beneiden sich gegenseitig. Eines Tages stellen sie nach dem Aufwachen fest, dass jede sich im Körper der anderen befindet. Hayley genießt zuerst den Wechsel, besonders die Treffen mit dem Freund ihrer Schwester Kyle Harding.
Als die Schwestern feststellen, dass der Tausch länger dauern könnte, versucht jede, der anderen Schwester einen wichtigen Aspekt derer Lebens kaputtzumachen. Später beschließen sie, dass Hayley zeigen soll, dass Alexia zu intellektuellen Leistungen fähig ist während Alexia im Körper ihrer Schwester für diese einen Freund finden soll. Während des Winter Festivals tauschen sie ihre Körper wieder. Alexia wird zur Königin der Veranstaltung gekrönt während Hayley mit ihrem Nachbarn Simon tanzt.

## Kritiken
Das Lexikon des internationalen Films beschrieb das Werk als „beschwingte Jugendkomödie, die sich im Rahmen des Genres um einigen Tiefgang bemüht.“
Janet Branagan schrieb im Apollo Movie Guide, der Film sei „nett“ und „unterhaltsam“, aber ohne viel Substanz. Harris und Heigl würden „solide Darstellungen“ liefern, während die Handlung zahlreiche Schwachpunkte aufweise. („cute, entertaining movie that lacks much substance“, „Harris and Heigl deliver solid performances.“, „there are plenty of […] weaknesses of the plot“)
Die Zeitschrift Cinema bezeichnete den Film als „uninspirierten Körpertausch-Highschool-Spaß“.

## Auszeichnungen
Der Film gewann im Jahr 1997 den Crystal Heart Award des Heartland Film Festivals.

## Hintergründe
Der Film wurde in West Valley City (Utah) gedreht. Die Produktionskosten betrugen schätzungsweise zwei Millionen US-Dollar.
Danielle Harris spielt die jüngere Schwester, obwohl sie älter als Katherine Heigl ist.